# Righteous Love
Righteous Love è il secondo album di Joan Osborne, pubblicato il 12 settembre 2000.

## Tracce
1. Running Out of Time (Osborne, Pérez) - 4:45
2. Righteous Love (Osborne, Arthur) - 4:15
3. Safety in Numbers (Osborne, Erik Della Penna) - 4:27
4. Love Is Alive (Wright) - 3:29
5. Angel Face (Osborne, Arthur, Pérez, Andreas Uetz) - 3:35
6. Grand Illusion (Osborne, Penna, Rainy Orteca, Jack Petruzzelli) - 4:02
7. If I Was Your Man (Osborne, Arthur, Pérez, Rick Chertoff, Rob Hyman) - 4:57
8. Baby Love (Osborne, Orteca, Penna, Petruzzelli) - 4:16
9. Hurricane (Osborne, Mangini, Penna, Petruzzelli) - 4:17
10. Poison Apples (Hallelujah) (Osborne, Hyman, Chertoff) - 4:19
11. Make You Feel My Love (Dylan) - 4:01